# Мерчик (усадьба)
Мерчик (Всесвятское) — один из старейших усадебно-парковых комплексов Слободской Украины. Расположен на берегу реки Мерчик, на окраине посёлка Старый Мерчик Валковского района Харьковской области. Принадлежал Шидловским, которые, наряду с Кондратьевыми, были богатейшими землевладельцами Харьковской губернии.
Село Всехсвятское принадлежало с 1691 года харьковским полковникам Фёдору и Лаврентию Шидловским — дяде и племяннику. Благоустройство имения произвёл после упразднения полкового устройства, в 1776-78 гг., внук последнего, Григорий Романович Шидловский — действительный статский советник, участник просветительского кружка А. А. Палицына:
В Старом Мерчике он выстроил каменный огромный двухэтажный дом на высоком цоколе, внизу помещались печи и от них нагревались стены залы и гостиной в два света с хорами для музыкантов. Напротив стоял каменный двухэтажный флигель для помещения кухни и прислуги, еще два каменных флигеля, один для приезда гостей, другой для дворецкого. На заднем дворе каменные конюшни и сараи. В саду — каменный манеж, беседка, резервуар, ротонда в виде круглого храма в два этажа со сводами.
Вековой деревянный храм Всех Святых в 1778 году был заменён новым каменным, призванным служить владельцам усыпальницей. Перед южным фасадом дворца был разбит регулярный партер с «затеями» (видовые площадки, каскады, лесенки). Именно они произвели наибольшее впечатление в начале XX века на знатока русского усадебного хозяйства Г. К. Лукомского:
Несколько беседок, мостов, построечек типа шале наполняют зеленые рощи, разнообразят холмы, мелькают белыми колонками своими сквозь чащу дубов, кленов и ясеней, чётко вырисовываясь на густой зелени еловых веток.
Всего в парке представлены 30 различных видов и подвидов деревьев. Общая стоимость затрат Шидловского на устройство такой усадьбы, какой не обладал никто в округе, оценивается в 120 тысяч рублей. Автором проекта принято считать губернского архитектора П. А. Ярославского, что вызывает сомнения у Лукомского, обращающего внимание на кардинальные отличия поместья Шидловского от других русских усадеб и на его сходство с польскими усадьбами в Кресах, особенно в Белоруссии:
Архитектура стиля Louis XVI и вообще весь план этой огромной усадьбы, т.е. всех служб, флигелей и амбаров в связи с парком, цветниками, партерами, огородами и фруктовыми садами, представляет собой что-то самостоятельное и образцовое.
В начале XIX века Мерчик — одно из наиболее преуспевающих хозяйств Слободской Украины с селитренным, винокуренным, кирпичным заводами и паркетной фабрикой. В описи 1804 года фигурирует «господский жилой дом каменный о двух этажах со всеми принадлежащими к нему служебными флигелями и конюшенными дворами». Со стороны курдонёра большой вытянутый прямоугольник барского дома фланкировали флигели. Торцы дворца — криволинейные. Среди помещений, по обыкновению русских усадеб, выделялся размерами и убранством двусветный овальный бальный зал, украшенный лепниной. По словам Лукомского, усадьбы в Мерчике и Хотени — это
шедевры архитектуры, достойные быть записанными на страницах если не европейского искусства, то во всяком случае отечественного. Создать в те времена, в глуши, в многовёрстном расстоянии от Москвы, Петербурга и Варшавы такие постройки, так их расписать, так обставить, разбить такие парки — это огромная культурная заслуга перед краем и Россией.
С 1820-х годов Мерчик находился во владении героя войны 1812 года — графа Василия Орлова-Денисова, чей сын был женат на Наталье Алексеевне Шидловской. После крестьянской реформы дворянские усадьбы, основанные на использовании подневольного крестьянского труда, стали стремительно «оскудевать». В 1881 году Мерчик был приобретён зажиточным инженером-железнодорожником Евгением Михайловичем Духовским, который перестроил церковь и заменил на фронтоне герб Шидловских собственным. Оказались брошенными без внимания старинные надгробия замечательной художественной работы.
В советское время усадебный дом был отдан в распоряжение сельскохозяйственной школы (сельхозтехникума, позднее — зооветучилища), изнутри основательно перестроен. С 1997 года пребывает в бесхозном состоянии, постепенно разрушается. В 2018-м году в головном строении случился пожар, вследствие которого выгорели все перекрытия и кровля.

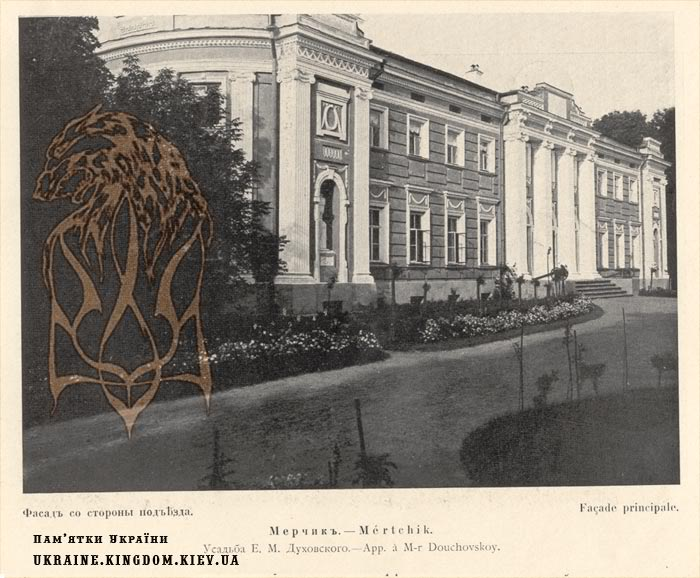
Дворец до революции
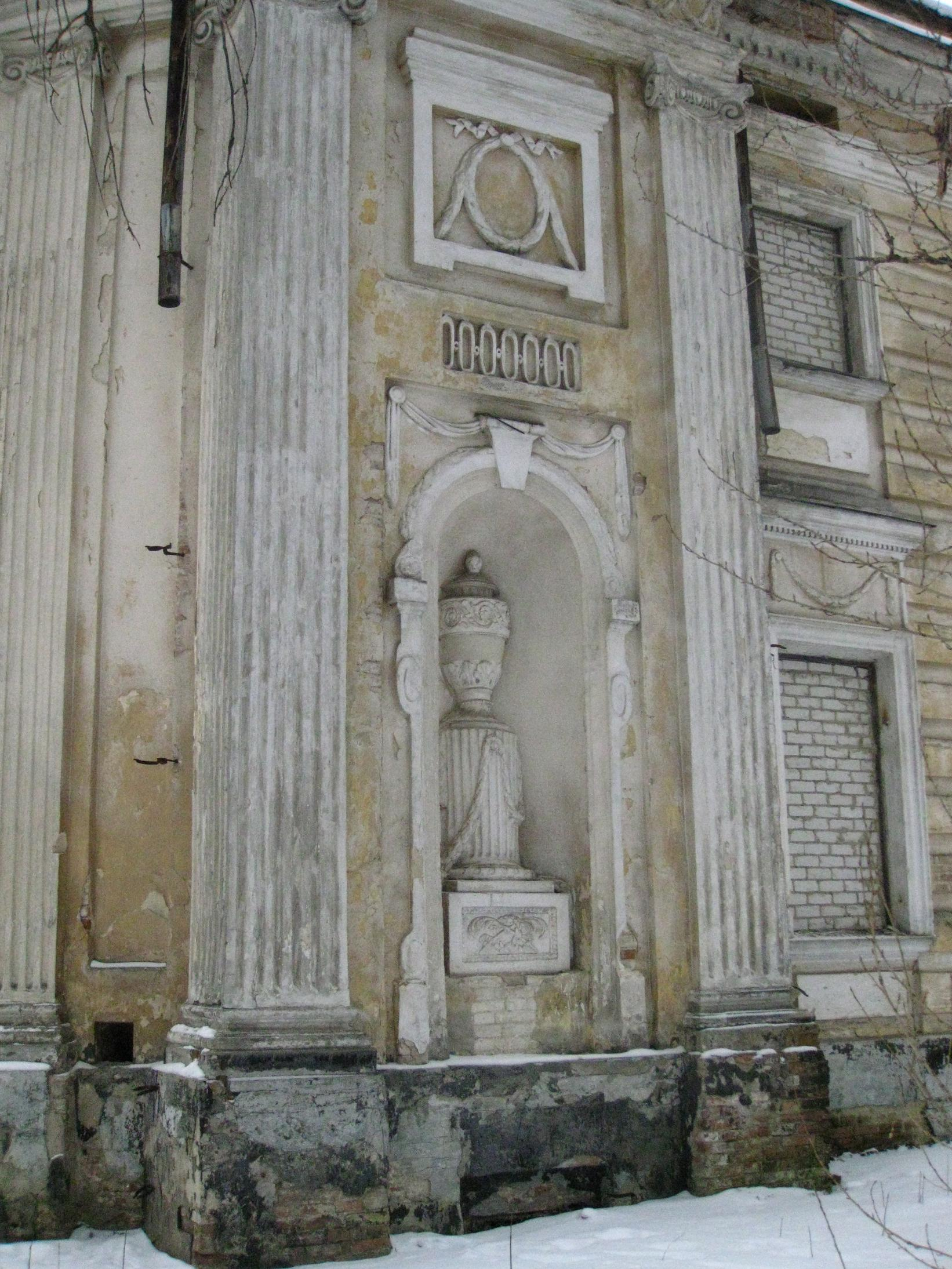
Фрагмент фасада
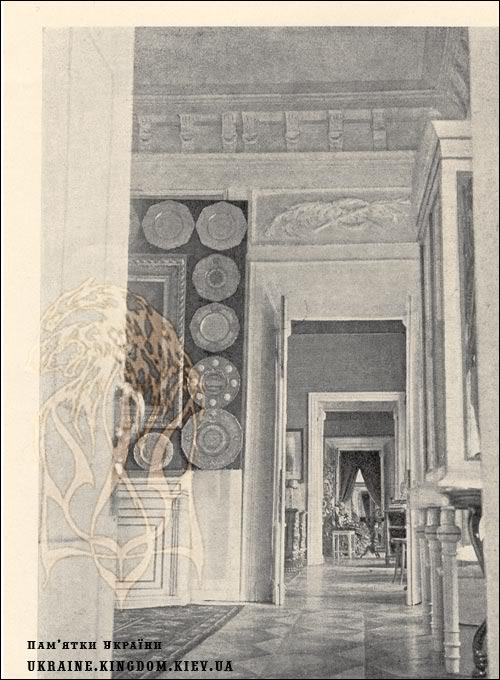
Анфилада парадных комнат
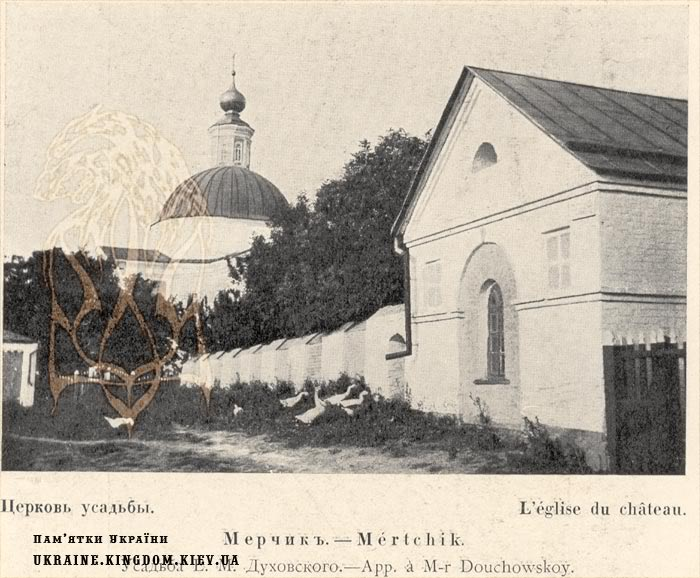
Усадебная церковь
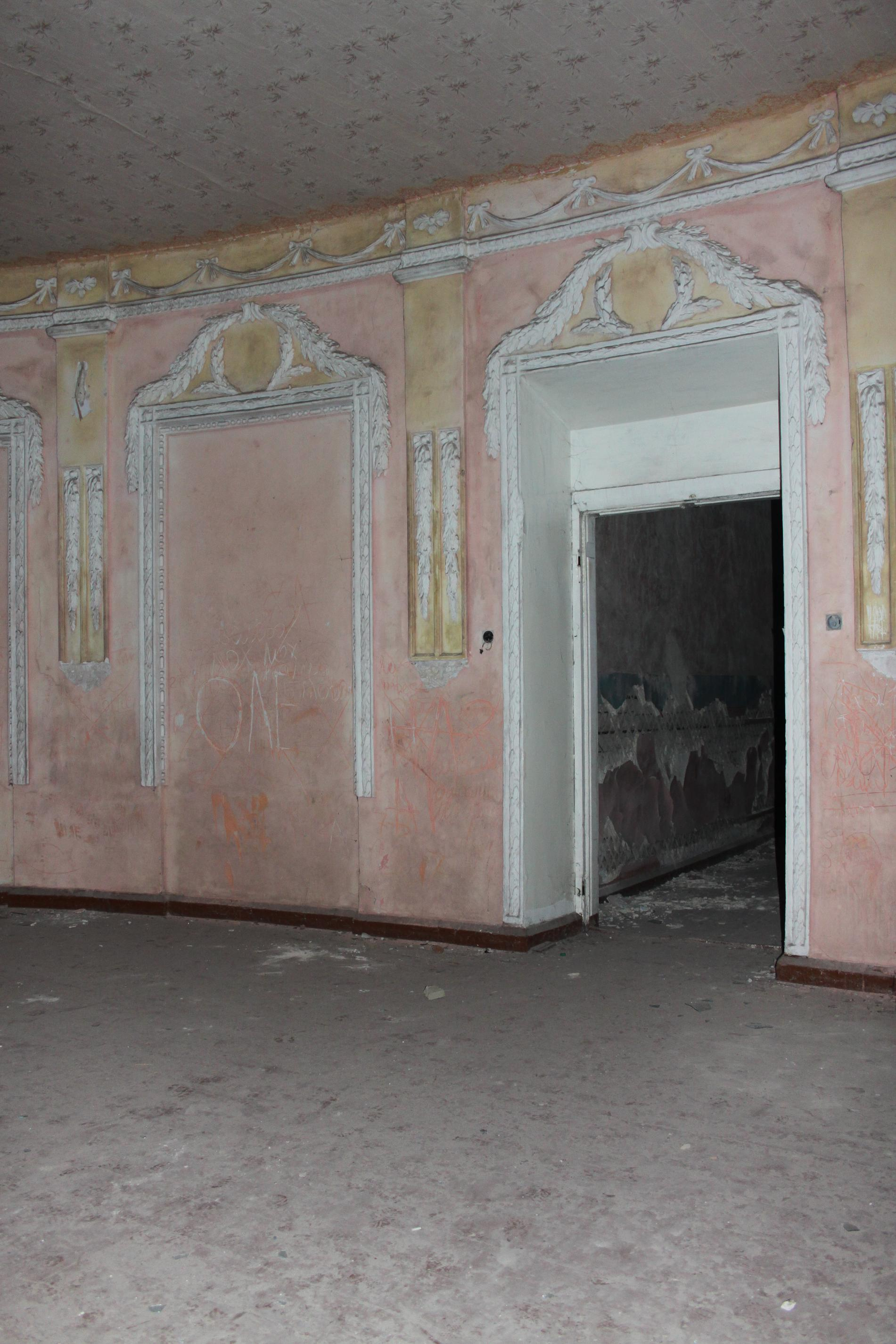
Современное состояние интерьера